# Медаль «Земскому войску»
Медаль «Земскому войску» — государственная награда Российской империи, которой награждались офицеры и простые ополченцы, участвовавшие в земском ополчении 1806—1807 года.

## Основные сведения
Медаль «Земскому войску» была учреждена Александром I в связи с организацией земского ополчения во время наполеоновских войн. Медаль имела два варианта — серебряный и золотой. Серебряная медаль была учреждена 15 (27) марта 1807 года в указе о составлении земского войска, золотая медаль была учреждена позднее — 28 сентября (10 октября) 1807 года.

## Порядок награждения
Серебряными медалями награждались исключительно рядовые земского ополчения, принимавшие участие в сражениях. Золотыми медалями награждались все офицеры, имевшие отношение к организации земского ополчения, при этом принимавшие участие в боях получали медаль на Георгиевской ленте, в противном случае — на Владимирской. Награждённые получили 2220 серебряных и 6145 золотых медалей, в том числе 100 золотых медалей на Георгиевской ленте.

## Описание медали
Медали были сделаны из серебра или золота. Диаметр 28 мм. На лицевой стороне медали изображён портрет Александра I, обращённый вправо. По окружности вдоль края медали надпись: «АЛЕКСАНДРЪ I ИМП. ВСЕРОСС. 1807». Под портретом витиеватая подпись медальера — «C. Leberecht f.». На оборотной стороне медали две горизонтальные надписи, разделённые фигурной чертой: «ЗА ВѢРУ И ОТЕЧЕСТВО» и «ЗЕМСКОМУ ВОЙСКУ». Надписи заключены в дубовый венок.
Медали были отчеканены на Санкт-Петербургском монетном дворе, в 1808 году. Всего изготовлено 6287 золотых и 2440 серебряных медалей.

## Порядок ношения
Медаль имела ушко для крепления к ленте. Носить медаль следовало в петлице (на груди). Серебряные медали носились на Георгиевской ленте, золотые — на Владимирской ленте (не сражавшиеся офицеры) или Георгиевской ленте (сражавшиеся офицеры).

## Изображения медали
- Владимирская лента
- Георгиевская лента